# Jean van der Westhuyzen
Jean van der Westhuyzen (Cidade do Cabo, 9 de dezembro de 1998) é um canoísta australiano, campeão olímpico.

## Carreira
Jean van der Westhuyzen conquistou a medalha de ouro nos Jogos Olímpicos de Verão de 2020 em Tóquio na prova de K-2 1000 m masculino, ao lado de Thomas Green, com o tempo de 3:15.280 minutos. Nos Jogos Olímpicos de Verão de 2024, em Paris, conquistou a medalha de bronze na competição do K-2 500 m masculino, também ao lado de Green, com o tempo de 1:27.15.